# Mordecai Manuel Noah
Mordecai Manuel Noah (Filadelfia, 14 luglio 1785 – New York, 22 maggio 1851) è stato un drammaturgo, diplomatico, giornalista e utopista statunitense.

## Biografia
Nato da una famiglia di origini portoghesi e sefarditiche Noah si occupò di commercio e diritto fino a quando si trasferì a Charleston si dedicò alla politica.

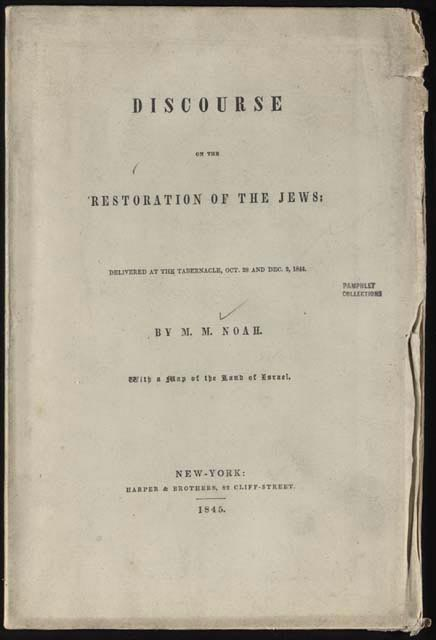
La prima pagina del Discourse on the Restoration of the Jews del 1844

Nel 1811 fu nominato dal presidente James Madison console a Riga (che all'epoca faceva parte dell'Impero russo) ma Noah declinò l'offerta. Nel 1813 fu nominato console per il regno di Tunisi con il compito di salvare i cittadini americani fatti schiavi dai marocchini. Noah fu rimosso dall'incarico e la motivazione fu, come disse il segretario di Stato degli Stati Uniti James Monroe, il credo religioso, che era di ostacolo all'esercizio delle funzioni consolari. Il licenziamento fu considerato un oltraggio sia tra gli ebrei che tra i non ebrei.
Manuel Noah si trasferì a New York dove fondò e diresse i giornali The National Advertiser, The New York Enquirer (poi incorporati nel The Courier and Enquirer),  The Evening Star e The Sunday Times.
Nel 1819 pubblicò l'opera teatrale She Would Be a Soldier, che lo consacrò come il primo importante scrittore ebreo americano. Quest'opera viene a tutt'oggi inclusa nelle antologie dei college.
Nel 1825 precorrendo il moderno sionismo tentò di fondare un "rifugio" ebreo nell'isola di Grand Island a sul fiume Niagara e lo chiamò Ararat prendendo il nome dal monte biblico in cui si incagliò l'arca di Noè.
La città fu fondata nel cinquantesimo anniversario dell'indipendenza americana e Noah eresse una pietra angolare per ricordarlo. Noah condivise quindi la sua convinzione che i nativi americani facessero parte delle tribù perdute di Israele e su questo argomento scrisse il Discourse on the Evidences of the American Indians beign the Descendants of the Lost Tribes of Israel.
Alcuni pensano che le idee utopistiche di Noah abbiano ispirato Joseph Smith per la fondazione del movimento per la Chiesa di Gesù Cristo dei santi degli ultimi giorni nato nell'upstate di New York alcuni anni dopo. Nel suo Discourse on the Restoration of the Jews Noah dichiarò di aver fiducia nel fatto che gli ebrei sarebbero ritornati e avrebbero ricostruito la loro antica patria, invitando l'America a prendere il comando di questa impresa. Qualche tempo dopo abbandonò questi suoi progetti e tornò a New York.
Negli anni 1827 e 1828 Noah guidò l'associazione Tammany Hall di New York.

## Nella cultura di massa
- Il graphic novel di Ben Katchor L'ebreo di New York si ispira alle vicende di Grand Island.
- Noah è stato ripreso come personaggio minore nel romanzo Burr di Gore Vidal del 1973.